# 仙台市立福室小学校
仙台市立福室小学校（せんだいしりつ ふくむろしょうがっこう）は、宮城県仙台市宮城野区福室5丁目にある公立小学校である。

## 概要
仙台市東部にある福室地区に、新設の福室小学校が開校した。学区内は高砂団地や陸前高砂駅が含まれる。

## 沿革
出典
- 1970年（昭和45年）
  - 4月1日 - 開校。
  - 4月8日 - 開校式挙行。開校時点の児童数942名、職員数30名。
  - 4月21日 - 父母教師会設立総会開催。
  - 5月3日 - 開校記念大運動会開催。
  - 6月16日 - 開校記念植樹。
  - 8月26日 - 校旗・校名旗制定披露。
  - 9月10日 - 留守家庭児童の会（福室クラブ）開所式挙行。
  - 11月25日 - 正面玄関に校名板取り付け。
  - 12月17日 - 3・4学年児童が、高砂小学校から移転入。
  - 12月18日 - 第2期増築校舎竣工。
- 1971年（昭和46年）
  - 2月3日 - 校歌制定。
  - 2月24日 - 児童会の歌制定。
  - 3月22日 - 同窓会発会式挙行。
  - 7月30日 - プール竣工。
  - 8月2日 - プール完成記念プール開き挙行。
- 1972年（昭和47年）
  - 1月18日 - 体育館と第3期増築校舎竣工。
  - 10月12日 - 第4期増築校舎着工。
- 1973年（昭和48年）
  - 4月4日 - スクールゾーン設定。
  - 5月8日 - この日（5月8日）を開校記念日と定めた。
  - 8月1日 - プール更衣室・浄化装置・夜間照明施設竣工。
  - 12月19日 - 油倉庫完成。
- 1976年（昭和51年）4月2日 - 中野栄小学校新設により、本校から児童372名転出。
- 1978年（昭和53年）
  - 3月31日 - 正門から玄関までの通路舗装。門柱・門扉設置。
  - 6月13日 - 前日夕方に発生した宮城県沖地震により、臨時休校となる。
- 1979年（昭和54年）
  - 5月10日 - 体育館誘導灯設置。
  - 5月19日 - 開校10周年記念式典挙行し、記念植樹を行った。
  - 7月31日 - 開校10周年記念バックネット設置。
- 1980年（昭和55年）
  - 3月18日 - 第1回同窓会総会開催。
  - 5月16日 - 校庭東部にジャングルジム設置。
- 1981年（昭和56年）
  - 2月26日 - 校庭東側フェンス増設と足洗い場設置の両工事開始。
  - 5月25日 - 学童農園活動開始。
  - 8月26日 - 全教室カラーテレビ設置完了。
- 1982年（昭和57年）
  - 1月27日 - 遊具すべり台新設。
  - 3月9日 - 防球ネット校庭に新設。
  - 10月23日 - 学校屋外照明施設完成記念点灯式挙行。
- 1983年（昭和58年）
  - 10月31日 - ステージ用ひな壇12台作成。
  - 11月2日 - 止水栓設置。
- 1984年（昭和59年）
  - 4月6日 - 節水・漏水監視装置設置。
  - 8月10日 - 屋上フェンス全面張り替え。
  - 9月10日 - 小鳥小屋（バードハウス）完成。
- 1985年（昭和60年）
  - 1月31日 - 校舎各トイレに凍結防止装置取り付け。
  - 5月7日 - 開校15周年記念式挙行（記念下敷き配付）。
  - 9月3日 - 体育館水銀灯照明設備完成。
- 1986年（昭和61年）
  - 1月30日 - 掲揚塔設置。
  - 8月24日 - 揚水ポンプ用電源施設復旧工事実施。
  - 12月1日 - 築山（デルタ・ジム）補修工事完了。
- 1987年（昭和62年）
  - 4月28日 - 校庭東側フェンス育館外階段改修工事。
  - 7月23日 - 盗難防止装置取り付に防砂ネット取り付け。
  - 8月10日 - 体育館床並びに体け。
- 1988年（昭和63年）
  - 5月30日 - 直結付加装置表示灯取り付け。
  - 7月11日 - 第1回若草まつり開催。
  - 8月27日 - 校門前側溝工事完了。
  - 9月6日 - 校内テレビ放送開始。
- 1989年（平成元年）
  - 5月13日 - 校旗贈呈式挙行（初代花渕武雄校長より）。
  - 6月5日 - プール新濾過装置作動開始。
  - 8月25日 - 階段天井アスベスト除去補修完了。
  - 10月14日 - 開校20周年記念式典挙行し、祝賀会開催。
- 1990年（平成2年）
  - 1月22日 - 屋外体育倉庫完成。
  - 3月1日 - 校舎西側アスファルト舗装完了。
  - 10月2日 - 下水道工事完了。
  - 11月15日 - 校内テレビ放送システム用機器設置。
- 1991年（平成3年）
  - 5月29日 - プール改修工事完了。
  - 6月26日 - プール薬注機交換。
  - 5月 - この月から12月まで、施設各所改修（廊下照明、南西フェンス、体育館屋根塗装、1階通路扉交換、1階教室外扉交換、屋体通路上遮蔽、回り側溝設置等）実施。
  - 10月30日 - うさぎ小屋（ラビットハウス）完成。
- 1992年（平成4年）
  - 3月7日 - アップライトピアノ設置。
  - 4月1日 - 1階東西通路出入口改修工事完了。
  - 12月2日 - 西校舎屋上防水工事完了。
- 1993年（平成5年）
  - 4月1日 - 東校舎屋上防水工事完了。
  - 9月7日 - プール西側に「観察池」設置。
  - 11月6日 - 西校舎トイレ全面改修工事完了。
- 1994年（平成6年）
  - 9月10日 - 校庭東側通用門完成。
  - 10月29日 - 放送室調整卓及び職員室放送用マイク設置。
- 1995年（平成7年）
  - 2月15日 - ごみ集積所（灯油倉庫東側）完成。
  - 3月31日 - 消火栓関係漏水工事完了。
  - 11月8日 - 校舎外壁補強及び塗装工事完了。
  - 11月10日 - 正門通路側掲示板取り替え工事実施。
- 1996年（平成8年）
  - 5月10日 - プール足洗い場・洗面所等補修工事実施。
  - 7月1日 - 住居表示整理により、学校住所が、福室5丁目16番1号に変更。
  - 12月24日 - コンピュ－タ室（4階）への転用工事と機材等の搬入実施。
- 1997年（平成9年）
  - 2月3日 - コンピュータ教育開始。
  - 9月1日 - 耐震補強工事（壁補強・屋上水槽及び配管取り替え）。
  - 11月7日 - 校庭用散水機搬入。
  - 12月11日 - 受水槽の取替工事開始（プール更衣室取り壊し/足洗い場設置工事開始、屋外トイレ東側校庭に新設工事）。
- 1998年（平成10年）
  - 2月17日 - 4階教材室に、災害救助物資納入。
  - 10月18日 - FF式温風暖房機設置。
- 1999年（平成11年）
  - 2月11日 - 校門前桜4本校庭西側に移植。
  - 3月31日 - 肢体不自由学級設置のためのバリアフリー工事完了。
- 2000年（平成12年）
  - 2月18日 - 夜間照明器具取り替え工事完了。
  - 5月21日 - 開校30周年記念春の大運動会開催。
  - 6月3日 - 開校30周年記念式典挙行し、記念演奏会開催。
  - 11月30日 - 心身障害者用ひろびろトイレ設置工事完了（玄関スロープ・体育館通路のバリアフリー化）。
- 2001年（平成13年）3月31日 - PCB安定器使用蛍光灯取り替え工事完了。
- 2002年（平成14年）
  - 3月31日 - 校内LAN設置工事完了。
  - 4月1日 - 完全学校週五日制と二学期制開始。
  - 12月12日 - テレビシステム会議による授業導入。
- 2003年（平成15年）
  - 3月31日 - 留守家庭児童の会（福室クラブ）閉所。
  - 7月28日 - 教室にノートパソコン導入。
  - 8月12日 - 2・3階フロア段差解消工事。
  - 8月25日 - 校庭への防球ネット工事。
- 2004年（平成16年）
  - 1月21日 - 鹿児島県加世田小とテレビ会議システム授業。
  - 4月23日 - 防犯ブザー全児童配布（PTAと合同）。
  - 8月31日 - 緊急備蓄貯水槽工事完了。
- 2006年（平成18年）4月1日 - 情緒障害学級新設。
- 2007年（平成19年）11月3日 - 体育館屋根塗装工事。
- 2008年（平成20年）
  - 3月28日 - 校庭改修工事（暗渠排水・遊具新設 ・バックネット新設・周辺フェンス新設・学年水田新設・築山撤去）。
  - 7月31日 - 校内パソコン・LAN配置し、整備工事を行った。
  - 8月4日 - この日から13日まで、西側昇降口改修工事（体育館通路から校舎内へ移動）。
- 2009年（平成21年）
  - 2月17日 - この日から19日まで、体育館飛散防止シート貼付工事実施。
  - 5月22日 - プールフェンス交換工事。
  - 11月18日 - 開校40周年記念式挙行。同日、ミニ図書室（東2階階段スペース）とPTA会議室（東3階階段スペース）を設置。
- 2010年（平成22年）
  - 2月22日 - デジタル化対応テレビ設置。
  - 5月22日 - プール底修理工事。
  - 11月 - 公務員弘済会より図書が贈呈された。
  - 11月18日 - 流し台新設工事（2・3・4階に計5箇所）。
- 2011年（平成23年）
  - 3月11日 - 14時46分頃に東日本大震災発生。同日、避難所が開設される。22時50分までに全ての児童の引き渡しが完了した[2]。また、同日から23日まで、臨時休校となる。
  - 3月24日 - 修了式挙行したが、体育館が避難所になっているため、テレビ放送で式を行った[2]。
  - 3月28日 - 東日本大震災の影響で18日に挙行予定だった平成22年度卒業式を福室市民センターにて行った[2]。
  - 4月11日 - 東日本大震災の影響で8日に挙行予定だった平成23年度入学式挙行。
  - 5月11日 - 復興プロジェクト（臨時朝会）実施。
  - 10月14日 - 復興プロジェクト（中間発表会）実施。
  - 11月11日 - 全市一斉復興プロジェクト実施。
  - 11月14日 - 震災による校舎修繕工事。
- 2013年（平成25年）
  - 1月23日 - 体育館電気設備修繕工事。
  - 2月28日 - 保健室へのエアコン設置工事。
  - 8月8日 - 駐車場舗装工事。
  - 8月19日 - 体育館前舗装工事。また、同日から21日まで、パソコン更新。
  - 11月27日 - 東側フェンス嵩上げ工事。
  - 12月24日 - 体育館床面ウレタン塗布作業。
- 2014年（平成26年）
  - 2月1日 - 可動式バスケットゴール撤去。
  - 2月7日 - 放課後子ども教室「ハッピースクール福室」試行。
  - 4月21日 - 放課後子ども教室「ハッピースクール福室」開設。
  - 6月12日 - 総合防災訓練実施。
  - 12月1日 - 防災対応型太陽光発電システム設置工事開始。
  - 12月24日 - LED照明設置工事（1年1組と1年2組教室）。
- 2015年（平成27年）
  - 1月9日 - 防災害時特設公衆電話の設置工事実施。
  - 2月8日 - 防災対応型太陽光発電システム設置工事終了。
  - 8月25日 - 高圧気中開閉器改修工事。
  - 9月11日 - 関東・東北豪雨により、臨時休校となる。また、本校に避難所開設。
- 2016年（平成28年）
  - 3月28日 - 中央階段と西階段の踊り場へ手すりを設置。
  - 7月25日 - LED照明設置工事（各教室と特別教室等）。
  - 12月7日 - 復興支援プロジェクト（妖怪プロジェクト）実施。
  - 12月9日 - 防犯カメラ設置工事。
- 2017年（平成29年）
  - 2月2日 - 可動式バスケットゴール設置工事。
  - 11月1日 - いじめ防止「きずな」キャンペーン実施。
  - 11月18日 - 福室学区総合防災訓練（授業参観、引き渡し訓練）実施。
  - 11月21日 - 復興支援プロジェクト（妖怪プロジェクト）実施。
  - 11月27日 - シスメックス女子陸上競技部を講師に迎え、ふれあい陸上教室開催。
- 2018年（平成30年）
  - 5月 - この月と翌月、プール改修（シート張替）工事実施。
  - 8月20日 - 校内LANパソコン等更新し、タブレット端末導入。
- 2019年（令和元年）
  - 11月16日 - 開校50周年記念式典挙行、記念演奏会（東北大交響楽部）開催。
  - 11月29日 - 復興支援プロジェクト（妖怪プロジェクト）実施。
- 2020年（令和2年）
  - 3月2日 - 新型コロナウイルス感染症拡大防止のため、3月24日まで臨時休業の措置を採った。
  - 3月19日 - 令和元年度卒業式挙行したが、新型コロナウイルス感染症拡大防止のため、保護者と来賓は不参加となった。
  - 4月8日 - 新型コロナウイルス感染症防止のため、5月31日まで臨時休業の措置を採った。
  - 4月29日 - エアコン設置工事開始。
  - 6月1日 - 新型コロナウイルス感染症防止のため、延期された始業式・入学式挙行。ただし、入学式には、来賓は不参加となった。
  - 7月22日 - エアコン運転開始。
  - 8月1日 - 電話音声案内開始。
  - 10月1日 - スクール・サポート・スタッフ運用開始。
  - 11月17日 - 若草体育発表会2020開催（校庭で主に表現運動の発表）。
- 2021年（令和3年）
  - 1月26日 - GIGAスクール構想に関わる機材搬入等開始。
  - 2月15日 - 13日（土曜日）深夜に発生した福島県沖地震の影響で、この日と翌日の2日間、給食の供給が停止された。
  - 3月19日 - 令和2年度卒業式挙行したが、前年同様、来賓は不参加となった。
  - 4月8日 - 始業式と令和3年度入学式挙行したが、前年同様、来賓は不参加となった。
  - 5月25日 - 若草体育発表会開催。
- 2022年（令和4年）
  - 2月9日 - 新型コロナウイルス感染症予防のため、臨時休業の措置を採った。
  - 2月15日 - 新型コロナウイルス感染症予防のため、臨時休業の措置を採った。
  - 3月18日 - 令和3年度卒業式を挙行したが、前年・前々年同様、来賓は不参加となった。

## 学区
出典
- 出花1丁目（16番、17番、279番、284番、286番の一部、287番）
- 中野1丁目（1番の一部、2番、3番、4番の一部、5～14番、15番の一部、16～28番、29番の一部、30番、31番、32番の一部、33～37番、38番の一部、39～49番、50番の一部、51～58番、59、60番の一部）
- 中野2丁目（1番、2番、3番の一部、4番、5番、6番の一部、7～9番、11番、21番の一部、22～24番、25番の一部、27番、30～33番、38番、40番の一部）
- 中野3丁目（1～3番、8番、9番、11番の一部、12番）
- 中野4丁目（1番、3番、4番の一部、5番、6番、7番の一部、8～10番、11番、12番の一部、13番、14番、15番の一部、16番、17番、18番の一部）
- 中野5丁目（7番、12番、13番の一部）
- 福室2丁目（8番のみ）
- 福室3丁目（1番及び14番の一部を除く）
- 福室4丁目（7番、8番及び18番の一部を除く）
- 福室5丁目（全域）
- 福室6丁目（全域）
- 福室7丁目（1番の一部を除く）
- 大字福室（字県道前の一部、字境四番の一部）
- 大字中野（字腰廻、字寺前の一部）

## 児童数
- 2022年 - 631人

## 進学先中学校
出典
- 仙台市立中野中学校 - 福室2丁目（8番のみ）、福室3丁目（1番及び14番の一部を除く）、福室4丁目（7番、8番及び18番の一部を除く）、福室5丁目（全域）、福室6丁目（全域）、福室7丁目（1番の一部を除く）から通う児童の主な進学先中学校
- 仙台市立高砂中学校 - 先述の「学区」から、上述の中野中学校の通学区域を除いた地域から通う児童の主な進学先中学校

## 周辺
- 仙台市役所福室市民センター
- 福室上町東公園
  - 福室上町東公園以外の公園も点在。
- 西光寺
  - 学校法人西光寺学園ふくむろ幼稚園 - 進学前幼稚園のひとつ。
- 学校法人中埜山学園なかの幼稚園

## アクセス
- 仙台市営バスで、学校正門（校門）まで、
  - 「高砂市営住宅東」停留所から、徒歩約335m・約5分。
    - 停車系統は「85」系統のみ。

  - 「福室小学校入口」停留所から、徒歩約375m・約6分。
    - 停車系統は「85」系統・「205」系統・「J205」系統。